# Подкидыш (фильм)
«Подки́дыш» — советский художественный фильм, снятый на студии «Мосфильм» в 1939 году режиссёром Татьяной Лукашевич по сценарию Рины Зелёной и Агнии Барто. В основе сюжета — события, происходившие в течение одного дня с ушедшей из дома пятилетней Наташей, которую бездетные москвичи воспринимают как подкидыша и собираются удочерить. Фильм стал первой заметной киноработой для Ростислава Плятта; в картине также снимались Фаина Раневская, Пётр Репнин, Ольга Жизнева. Роль «подкидыша» исполнила Вероника Лебедева.
Фильм вышел на экраны 27 января 1940 года и в целом был доброжелательно оценён рецензентами. Статьи, посвящённые кинокомедии о поисках пропавшей девочки, вышли в таких изданиях, как «Искусство кино», «Советский киноэкран», «Литературная газета», «Правда», «Известия». Кинокритики, отдавая должное педагогическому дару Татьяны Лукашевич при работе с исполнительницей главной роли, одновременно отмечали режиссёрские промахи, связанные прежде всего с образами пионеров, поведение которых строится в картине по «модели отношений партполитработников». К числу неудач авторы первых публикаций отнесли также образ домработницы Ариши и музыку к кинофильму.
В годы войны негатив «Подкидыша» был утрачен. Ленту удалось восстановить благодаря позитивной копии, сохранившейся в Госфильмофонде СССР. В 1988 году картина была отреставрирована, а в 2010-м — колоризирована. Отдельные фрагменты, присутствовавшие в киноверсии 1939 года, были исключены из последующих редакций фильма.

## История фильма
Во второй половине 1930-х годов Агния Барто и Рина Зелёная написали сценарий о поисках девочки, ушедшей из дома и отправившейся гулять по московским улицам и принесли его на киностудию «Мосфильм». Хотя на тот момент у обеих ещё не было опыта работы с литературно-драматургическим материалом для кинематографа и они даже не заключили предварительный договор с киностудией, но, тем не менее, на «Мосфильме» сценарий был утверждён сразу же без требования каких-либо правок. В 1939 году фильм, режиссёром которого назначили Татьяну Лукашевич, был запущен в производство. В процессе работы в сценарий стали вноситься дополнения. Так, в изначальной авторской версии отсутствовала фраза «Муля, не нервируй меня!» — эту реплику, адресованную своему экранному «супругу» — артисту Петру Репнину, произнесла в паузе между дублями Фаина Раневская. Замечание актрисы показалось создателям «Подкидыша» удачным, и непроизвольный элемент диалога органично вошёл в картину.
Машина футболиста у его дома. Футболист вышел из машины. Наташа спит у него на руках. «Получайте вашу дочку, — говорит футболист женщине, сидевшей с ним в машине, — она заснула». Женщина смущена: «Это не моя дочка». — «Не ваша? Чья же это девочка?» — недоумевает футболист.
Столь же случайно в фильме появилась героиня, изначально не прописанная в сценарии, — домработница Ариша. Рина Зелёная, будучи автором сценария, постоянно находилась на съёмочной площадке для корректировки тех или иных сюжетных линий и в какой-то момент Барто и Лукашевич обратились к ней с предложением включить в общую канву ещё один комический персонаж. По воспоминаниям Зелёной, придумывая новый образ, она взяла за основу характер и имя живущей у соседей помощницы по хозяйству — женщины «суетливой и бестолковой», а также воспроизвела её манеру речи: «Да несвободная я. Ну, какая же я свободная? Я же после выходного выходная».
«Подкидыш», анонсированный в прокате как фильм «о заботливом отношении советских людей к детям», вышел на экраны 27 января 1940 года и получил немало рецензий в прессе. В течение года его посмотрело более 16 миллионов зрителей. На Кёнигсбергской торгово-промышленной ярмарке (1940) картина, которую исследователи называют «первым советским семейным фильмом», была представлена организацией «Инторгкино» на одном стенде с такими лентами, как «Пётр Первый», «Минин и Пожарский», «Моряки», «Ленин в 1918 году». Во время Второй Мировой войны оригинальный негатив фильма был утрачен (предположительно, он сгорел во время бомбардировки Москвы в 1941 году); возвращение «Подкидыша» к зрителям в послевоенное время состоялось благодаря сохранившейся в Госфильмофонде СССР позитивной копии. В 1950-х годах — в рамках десталинизации — из картины была вырезана небольшая часть видеоряда. В 1988 году оригинальную версию картины отреставрировали — были переозвучены отдельные эпизоды и музыкальные фрагменты. Кроме того, реставраторы удалили из ленты некоторые кадры из редакции 1939 года — например, изображение Сталина на Всесоюзной сельскохозяйственной выставке.

## Сюжет
«Подкидыш» в фильме — пятилетняя Наташа (Вероника Лебедева). Мать ребёнка (Ольга Жизнева), отправляясь за город, чтобы снять для семьи дачу, поручает старшему сыну — школьнику Юре — присмотреть за девочкой. Мальчик, ожидающий в гости друзей-пионеров, полушутя обещает сестре «оторвать голову», если та не будет спать до прихода домработницы Ариши (Рина Зелёная). Пока пионеры в соседней комнате обсуждают общественные вопросы, Наташа одевается и выходит на свою первую самостоятельную прогулку по городу. В течение дня с девочкой происходит много событий. Она попадает в детский сад, где воспитатель безуспешно пытается выяснить фамилию и адрес примкнувшего к группе ребёнка. Затем Наташа оказывается в квартире бездетного геолога Евгения Семёновича (Ростислав Плятт). Поверив в то, что Наташу ему подкинули, холостяк вступает в конфликт с соседкой (Татьяна Барышева), пытающейся заявить свои права на девочку. Пока соседи выясняют отношения, «подкидыш», устремившись за кошкой, исчезает из квартиры.
Наташина «одиссея» продолжается, и вскоре желание удочерить ребёнка, едва не попавшего под колёса автомобиля, возникает у бездетных супругов Ляли (Фаина Раневская) и Мули (Пётр Репнин). Некоторые «юридические» опасения, поначалу возникающие у мужа, Ляля снимает адресованным девочке вопросом: «Скажи, маленькая, что ты хочешь — чтобы тебе оторвали голову или ехать на дачу?» До дачи Наташа не доезжает — смешавшись на перроне с толпой болельщиков, встречающих поезд с футболистами, она по просьбе распорядителя вручает спортсменам цветы.
Пока Наташа перемещается по Москве, её поисками занимаются самые разные люди, включая Юру, его одноклассницу Нину и сотрудника группы розыска пропавших детей Сергеева (Иван Лобызовский). Именно он в конце дня привозит девочку домой. Лежащая в кроватке Наташа, увидев появившегося в комнате брата, сообщает: «Юра, я уже нашлась!» В финале картины мать, держа девочку на коленях, поёт ей колыбельную песню: «В нашем радостном краю / Любят девочку мою». Обняв мать, сонная дочь предлагает: «Мама, давай завтра заблудимся вместе».

## Выбор актёров

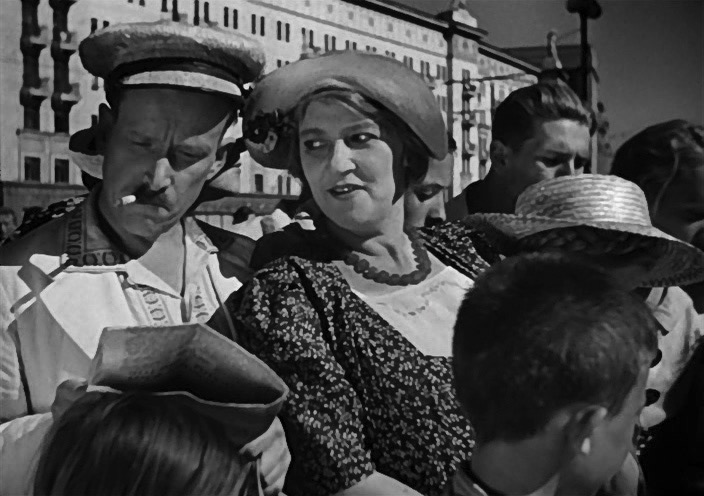
Раневская и Репнин. Кадр из фильма

Начав работать над сценарием, Рина Зелёная и Агния Барто решили, что роли взрослых героев «Подкидыша» будут исполнять их любимые артисты. Образы Ляли и холостяка Евгения Семёновича (в сценарии он назван Иваном Семёновичем) создавались с учётом актёрской органики Фаины Раневской и Ростислава Плятта. Режиссёра Татьяну Лукашевич устроили эти кандидатуры. Согласие артистов также было получено. Плятт, игравший в ту пору в Театре-студии Юрия Завадского, но почти не имевший опыта работы в кино, сразу выразил готовность поучаствовать в съёмках. Раневская, не очень довольная своей творческой биографией, впоследствии признавалась, что в 1930-х годах её отношения с кинематографом складывались непросто. После дебюта в фильме «Пышка» Фаина Георгиевна и актриса Камерного театра Нина Сухотская поклялись на Воробьёвых горах, что на экране больше не появятся: «Так нас вымучил этот сарай Москинокомбината». Тем не менее Раневская приняла приглашение сценаристов и режиссёра «Подкидыша» — по уточнению Рины Зелёной, исключительно «из дружеских женских чувств».
Роль Мули создатели картины предложили исполнить Петру Репнину. После «Подкидыша» Репнин — артист с «печально-добродушным лицом» — снимался в основном в эпизодах: к примеру, он запомнился зрителям в другой картине, цитаты из которой, как и реплики из «Подкидыша», стали афоризмами: актёр сыграл главврача психиатрической больницы в «Кавказской пленнице» Леонида Гайдая.
Наибольшие сложности на подготовительном этапе были связаны с поисками «актрисы» на роль Наташи Мухиной. В ряде случаев родители наотрез отказывались отпускать детей на съёмки; в других ситуациях выяснялось, что выбранная девочка не может себя вести естественно перед кинокамерами. Поиски завершились после того, как в кабинете директора картины появилась Вероника Лебедева. По воспоминаниям Рины Зелёной, «маленькая фея» сразу продемонстрировала умение свободно общаться и держалась в присутствии взрослых весьма непринуждённо. Проблемы выявились несколько позже: «Внешность этого ангела не имела ничего общего с её характером. <…> этот чертёнок Наташка приводила всех в отчаяние».
В число юных героев картины входит мальчик из детского сада, который в разговоре с Наташей спрашивает, можно ли ему быть «пограничной собакой». Эту роль предложили сыграть сыну сотрудника киностудии — будущему литературоведу Льву Аннинскому. Как рассказывал Аннинский, текст роли он выучил в павильоне в присутствии режиссёра. Благодаря отцу юный «артист» сумел ещё до выхода «Подкидыша» на экран (в домашних условиях) увидеть эпизод со своим участием. В одной из сцен «Подкидыша» снялся молодой Анатолий Папанов — он ненадолго появился в кадре в роли прохожего.

## Съёмки. Режиссёрская работа

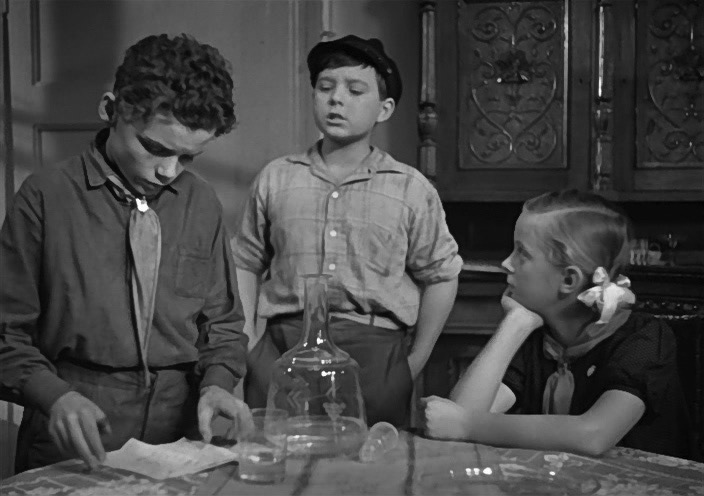
Пионеры. Кадр из фильма

До работы в «Подкидыше» Татьяна Лукашевич уже имела опыт работы с детьми на съёмочной площадке — в 1937 году она сняла фильм «Гаврош», повествующий о юном парижском гамене, погибшем на баррикадах. Однако, постановка «Подкидыша» дала ей новый профессиональный опыт, так как здесь ей нужно было работать с детьми более юного возраста. Как рассказывала впоследствии Лукашевич, в первый съёмочный день снимали сцену, где Наташа гуляет по парку (съёмки проходили у Чистых прудов), но в итоге «ни один полезный метр [плёнки] не был снят в этот день»: исполнительница роли Наташи Вероника Лебедева капризничала и не реагировала на уговоры членов съёмочной группы — по словам Лукашевич, «она была избалована до предела». Рина Зелёная, наблюдавшая за процессом в качестве соавтора сценария, назвала начальный этап работы «совершенной катастрофой».
Перелом в отношениях между Лукашевич и Лебедевой произошёл, когда Лукашевич решила изменить манеру работы с ребёнком — она перестала требовать от девочки серьёзного отношения к работе, а вместо этого стала различными способами поощрять её на нужные импровизации, благодаря чему Лебедева стала воспринимать съёмки как одну сплошную игру и поэтому спонтанно отыгрывала нужные эмоции и жесты, тем самым сохраняя в кадре естественность и непринуждённость. Так, в одной из сцен Наташа должна была предложить Муле стакан с газированной водой. Девочка повела себя искренне и непосредственно потому, что, с одной стороны, поверила артисту Петру Репнину, который «с неподдельной грустью смотрел на стакан»; с другой — отреагировала на закадровую режиссёрскую подготовку Лукашевич, заведомо сообщившей ребёнку, что «Раневская жадная и способна одна выпить всю воду».
В нашем фильме в сценах с ней нет ни одного механически снятого холодного куска. Всё это сделано методом вызова в ребёнке-актёре так называемого родственного чувства. <…> этот метод ограждает малыша-актёра от кривляний и даёт возможность создавать с детьми настоящие актёрские сцены.
Киноведы, отдавая должное «педагогическим данным» режиссёра при работе с Вероникой Лебедевой, в то же время отмечали, что Лукашевич не уделила достаточного внимания эпизодам с участием других детей и подростков — речь идёт прежде всего о сценах, где поисками Наташи занимается её старший брат Юра. Как писала киновед М. Павлова в очерке, посвящённом Татьяне Лукашевич, «куда исчезли в этих ребятах непосредственность, раскованность поведения, свойственная детям двенадцати-тринадцати лет! Вместо этого слащавость и назидательность зазвучали в характеристике Юры, его друзей, образцово-показательных школьников». По замечанию кинокритика Натальи Нусиновой, поведение пионеров в «Подкидыше» выглядит аномальным — в подростковой среде фактически воссоздана «модель отношений партполитработников» с их атрибутами, рукопожатиями и протоколами.
Через год после выхода картины на экран Татьяна Лукашевич согласилась на предложение киностудии «Мосфильм» поставить фильм о жизни Моцарта (там планировалось участие и Вероники Лебедевой). Однако ещё до начала съёмок в среде кинематографистов возникли претензии к новому проекту, и режиссёра отстранили от работы. Весной 1941 года, обсуждая сложившуюся ситуацию на совещании актива работников художественной кинематографии в Доме кино, Иван Пырьев упомянул, помимо прочего, и ленту о поисках пропавшей девочки: «Примером неправильного стиля руководства может служить история с режиссёром Т. Лукашевич. Она сделала неплохой фильм — „Подкидыш“. Затем ей зачем-то поручили сценарий „Моцарт“. <...> Разве так надо растить творческие кадры?»

## Герои

### Наташа

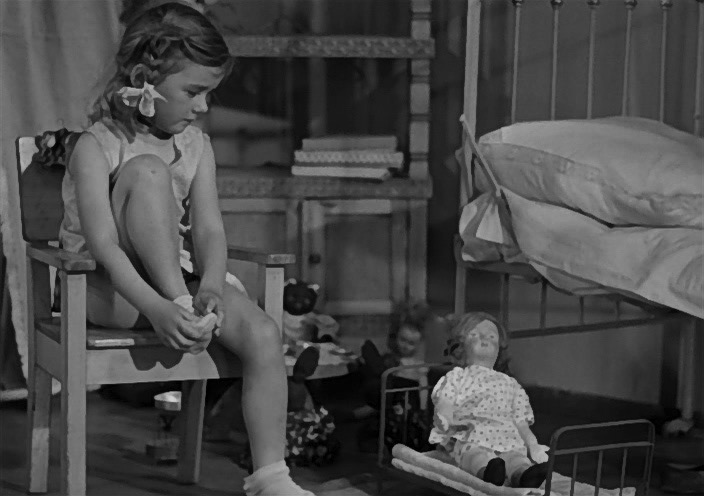
Наташа перед выходом из дома

Фильм Татьяны Лукашевич предвосхитил жанр «городских прогулок», к которому позже, в годы оттепели, обратились создатели таких картин, как «Человек идёт за солнцем», «Застава Ильича», «Я шагаю по Москве». Москва для героини «Подкидыша», отправившейся в первое самостоятельное путешествие, — это пространство, которое девочка воспринимает как территорию для игр и приключений. Большой мир, возникший перед Наташей за порогом её дома, полон открытий — девочке одинаково интересны и вышагивающий по бульвару бульдог, и продаваемые на улице воздушные шары, и внезапно хлынувший летний дождь. Город в картине представляет собой комфортную и безопасную для ребёнка среду — в нём живут доброжелательные милиционеры, приветливые дворники, ответственные воспитатели; по замечанию писателя Леонида Костюкова, единственная «угроза», исходящая от москвичей, связана с их желанием удочерить потерявшегося ребёнка. «Подкидыш», как писал киновед Виктор Филимонов, снят в предвоенное время в тоталитарном государстве, однако мир, в котором пребывают персонажи ленты, «как бы ничего об этом знать не желает»: «Возникла детская страна Утопия, главное настроение которой можно определить строками колыбельной, звучащей в фильме: „В нашем городе большом каждый ласков с малышом“».
Исследователи, отмечая умение девочки находить общий язык с окружающими, обращают внимание и на язык самой героини — он отличается от речи её брата Юры и других «образцово-показательных» пионеров. Так, в диалоге с мальчиком из детского сада Наташа с «очаровательной серьёзностью» объясняет, почему его не возьмут в танкисты или милиционеры: «Ты ещё маленький, потому что…»; зато чуть позже, после недолгих размышлений, девочка «милостиво» разрешает собеседнику стать «пограничной собакой». Естественное поведение Наташи в кадре объясняется тем, что Вероника Лебедева не пыталась во время съёмок изображать из себя актрису и не произносила заранее выученный текст — она просто жила в предлагаемых обстоятельствах, принимала правила игры и немного импровизировала. В предвоенных советских фильмах нечасто встречались герои с ярко выраженной индивидуальностью; одним из исключений оказался «ломающий условности ребёнок — непоседа Наташка».
Кинодебютом для Вероники Лебедевой стало участие в короткометражном фильме «Воздушное приключение» («Парад игрушек»), вышедшем в 1937 году. Затем создатели «Подкидыша», искавшие исполнительницу главной роли, заметили девочку на улице и обратились к её родителям с просьбой привести ребёнка на кинопробы. В студии Вероника прочитала двустишие «Муха села на варенье — вот и всё стихотворение» и была утверждена на роль. Во время съёмок особо тёплые отношения у юной актрисы сложились с Ростиславом Пляттом, который создавал для неё игровую атмосферу не только в кадре, но и в паузах между дублями. За один съёмочный день Лебедевой начисляли 75 рублей. После «Подкидыша» её короткая фильмография дополнилась лентой «В кукольной стране» (1941), после чего отношения Вероники с кинематографом завершились. Получив диплом учителя английского языка, она в дальнейшем занималась преподавательской и издательской деятельностью.

### Ляля и Муля

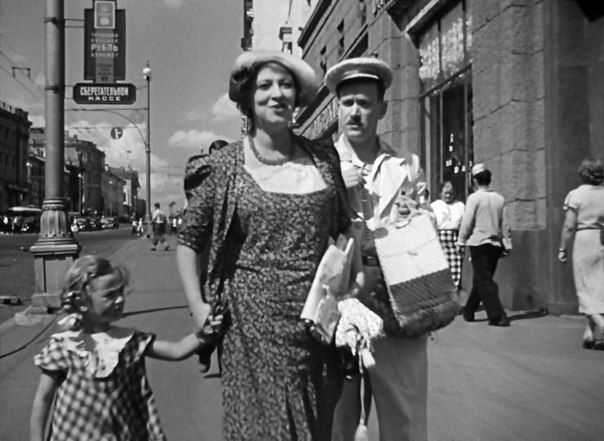
«Муля, не нервируй меня!» Кадр из фильма

В число персонажей картины, желающих удочерить потерявшуюся девочку, входит бездетная супружеская пара — Ляля и Муля. Беспокойную Лялю, которая изводит упрёками терпеливого Мулю, Раневская сыграла с «буффонной откровенностью» и утрированным комизмом. Демонстрируя характер властной дамы, командующей мужем-подкаблучником и одновременно изображающей из себя «томное и нежное создание», актриса, по мнению публициста Игоря Смолина, заставила каждую деталь портрета — от соломенной шляпы до необъятного ситцевого зонта — работать на придуманный ею образ. Бижутерия, в которой снималась Раневская, принадлежала, по словам Вероники Лебедевой, её матери, постоянно находившейся на площадке. В один из дней Фаина Георгиевна, услышав от Лебедевой-старшей комплимент по поводу внешности, ответила: «Спасибо, очень приятно. Только дайте мне свои бусы, я буду сниматься в них». О работе в «Подкидыше» Раневская вспоминала без удовольствия. После съёмок на многолюдной улице Горького, где артисты вынуждены были и репетировать, и записывать фонограммы в присутствии наблюдателей, актриса призналась, что её раздражает сама публичность кинопроцесса: «У меня лично было такое чувство, что я моюсь в бане и туда пришла экскурсия сотрудников из Института гигиены труда и профзаболеваний».
По замечанию киноведа Неи Зоркой, своим успехом у зрителей «Подкидыш» («фильм, скорее, слабый, хотя и симпатичный, приятный») во многом обязан «великой русской клоунессе Фаине Раневской», а также реплике её героини: «Муля, не нервируй меня!». В предвоенные годы эта и другие цитаты из картины Татьяны Лукашевич, возможно, обошли по популярности крылатые выражения из ленты «Чапаев», писала Зоркая. В течение многих лет выход актрисы на улицу сопровождался напоминанием о «Подкидыше». Существует история о том, как отряд школьников, увидев Раневскую в центре Москвы, начал скандировать фразу про Мулю. Актриса в ответ скомандовала: «Пионэры, возьмитесь за руки и идите в жопу!» Находясь в эвакуации в Ташкенте, Фаина Георгиевна пожаловалась Анне Ахматовой, что не может спокойно пройти по старому городу — её преследуют реплики про Мулю. Ахматова успокоила: «Не огорчайтесь, у каждого из нас есть свой Муля». Даже Леонид Брежнев в 1976 году, во время вручения актрисе ордена Ленина, приветствовал её цитатой из фильма.
В начале 1980-х годов сотрудники телевидения, готовившие передачу к 85-летию Раневской, предложили Фаине Георгиевне составить список отрывков из фильмов, которые, по её мнению, необходимо было включить в программу. Актриса подготовила подробный перечень картин; в их число — с пометкой «Обязательно» — вошли фрагменты из «Золушки», «Весны», ленты «Слон и верёвочка», а также два эпизода из «Подкидыша» — «Труба» и «Газировка». Позже на том же листе Раневская сделала приписку: «Показ сцен не состоялся. Забывчивое оно, это телевидение».

Столько лет мне кричали на улицах мальчишки: «Муля, не нервируй меня!» Хорошо одетые надушенные дамы протягивали ручку лодочкой и аккуратно сложенными губками, вместо того, чтобы представиться, шептали: «Муля, не нервируй меня!» Государственные деятели шли навстречу и, проявляя любовь и уважение к искусству, говорили доброжелательно: «Муля, не нервируй меня!» Я не Муля. Я старая актриса и никого не хочу нервировать. <...> Столько людей аплодируют мне, а мне так одиноко. — Фаина Раневская
Петра Репнина — второго актёра из «фарсовой пары» — зрители тоже долго называли Мулей. При этом образ экранного героя резко контрастировал с характером артиста. В картине он сыграл безропотного и послушного мужа, закрывающегося с помощью газеты от потока Лялиных замечаний и претензий. В жизни же Репнин отличался достаточно резким нравом и в кинематографической среде слыл человеком «неудобным». Возможно, эти обстоятельства оказали влияние на его дальнейшую кинобиографию — после заметной роли в «Подкидыше» актёр снимался в основном в эпизодах, а его персонажи зачастую были безымянными.

### Геолог Евгений Семёнович

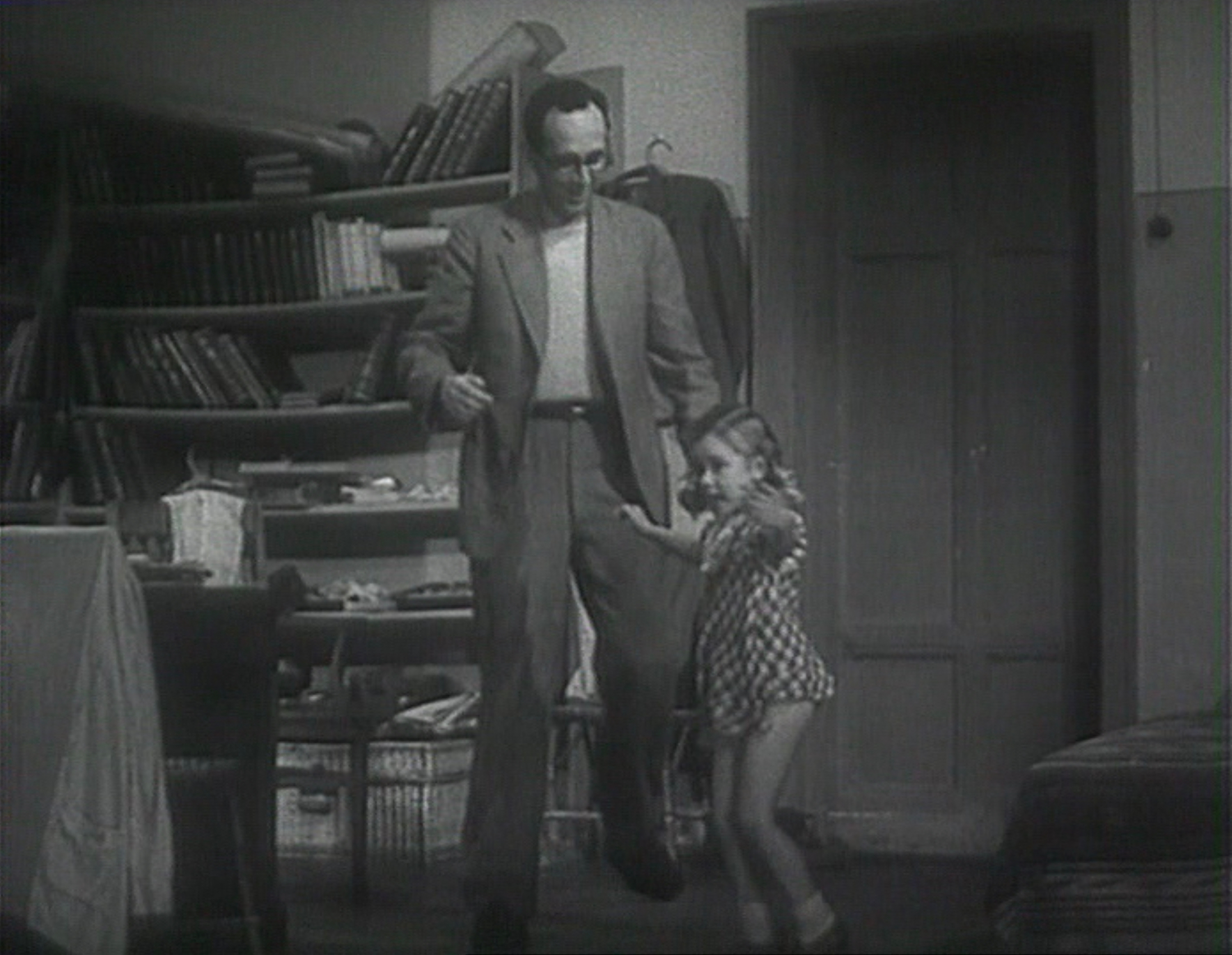
Ростислав Плятт в роли долговязого холостяка. Сцена из фильма

«Лучшей актёрской удачей» фильма «Подкидыш» киновед Ростислав Юренев назвал работу Ростислава Плятта, сыгравшего роль бездетного геолога Евгения Семёновича. При создании образа долговязого холостяка актёр совместил маску Доктора из итальянской комедии дель арте, черты Жака Паганеля из романа Жюля Верна «Дети капитана Гранта», отдельные качества Дон Кихота и других «добрых, рассеянных, умных, серьёзных и наивных людей». Увидев появившуюся перед дверью девочку, геолог сначала теряется, затем подчиняется, а спустя некоторое время решает удочерить «подкидыша». Между тем маленькая героиня быстро осознаёт, что незнакомцем можно не только командовать — им можно играть, «как большой куклой». Готовность геолога подчиниться любым желаниям Наташи обнаруживается, к примеру, в сцене «Баба сеяла горох». Нескладный и неуклюжий Евгений Семёнович искренне пытается освоить правила детской игры. Девочка при общении с ним чувствует себя хозяйкой положения и даже немного «запугивает» геолога: «Пой, пой, а то я с тобой водиться не буду».
«Невольный опекун» Наташи не имеет опыта общения с детьми; возможно, поэтому в его интонациях отсутствуют присущие некоторым взрослым слащавость и «фальшивая умильность». Зато его деликатность и доброта сразу находят отклик у маленькой гостьи. При этом, несмотря на внешнюю наивность, незащищённость и беспомощность, персонаж Плятта способен дать отпор соседке, пытающейся взять под свой полный контроль и девочку, и холостяка. Комедийность ситуации заключается в том, что для Наташи доверие и теплота в отношениях являются нормой, тогда как для взрослого человека подобные переживания становятся откровением. Когда, потеряв девочку, Евгений Семёнович стоит ночью у витрины магазина игрушек, возникает понимание: «Он уже не тот, что был раньше».
По воспоминаниям Рины Зелёной, съёмки с участием Плятта вызывали интерес всей студии. Сцену, в которой Наташа вытирает геологу мокрые волосы, снимали в неотапливаемом павильоне. Помощник режиссёра за кадром поливал голову артиста водой, а Вероника Лебедева, на которую летели брызги, реагировала на «дождик» вопросом: «Плятт, зачем ты плюваешься?» В 1950 году в газете «Пионерская правда» (номер от 24 марта) вышла статья Ростислава Яновича «Моим маленьким партнёршам», в которой артист рассказал о работе с Вероникой Лебедевой в «Подкидыше» и Наташей Защипиной в картине «Слон и верёвочка». По мнению обозревателя газеты «Культура» Николая Ирина, роль геолога в ленте Татьяны Лукашевич стала своеобразной предтечей другого персонажа, сыгранного Пляттом через несколько десятилетий, — пастора Шлага в «Семнадцати мгновениях весны».

### Другие персонажи
Ляля, объясняя сотруднику группы розыска обстоятельства пропажи девочки, припоминает: «В это время приехал какой-то… Спартак». Речь идёт о прибытии на Белорусский вокзал команды «Спартак», возвращавшейся из зарубежного турне. Киноверсия 1939 года содержала вмонтированные кадры, показывавшие дальнейшую поездку футболистов на открытых автомобилях по Москве. Впоследствии из фильма были исключены и документальная хроника, и постановочные фрагменты с участием спортсменов. Поэт Константин Ваншенкин писал, что в подростковые годы он несколько раз ходил в кинотеатр на просмотр «Подкидыша» только ради того, чтобы увидеть сцену со стоящими на подножке поезда капитаном «Спартака» Андреем Старостиным и полузащитником Станиславом Леутой: «Потом эти кадры выпали и затерялись. <…> И до сих пор, когда она [картина] демонстрируется по телевидению, я смотрю во все глаза, боясь пропустить — вдруг они появятся?» По воспоминаниям Андрея Старостина, благодаря съёмкам он подружился с Фаиной Раневской, Риной Зелёной, Ольгой Жизневой, исполнившей в «Подкидыше» роль Наташиной матери.

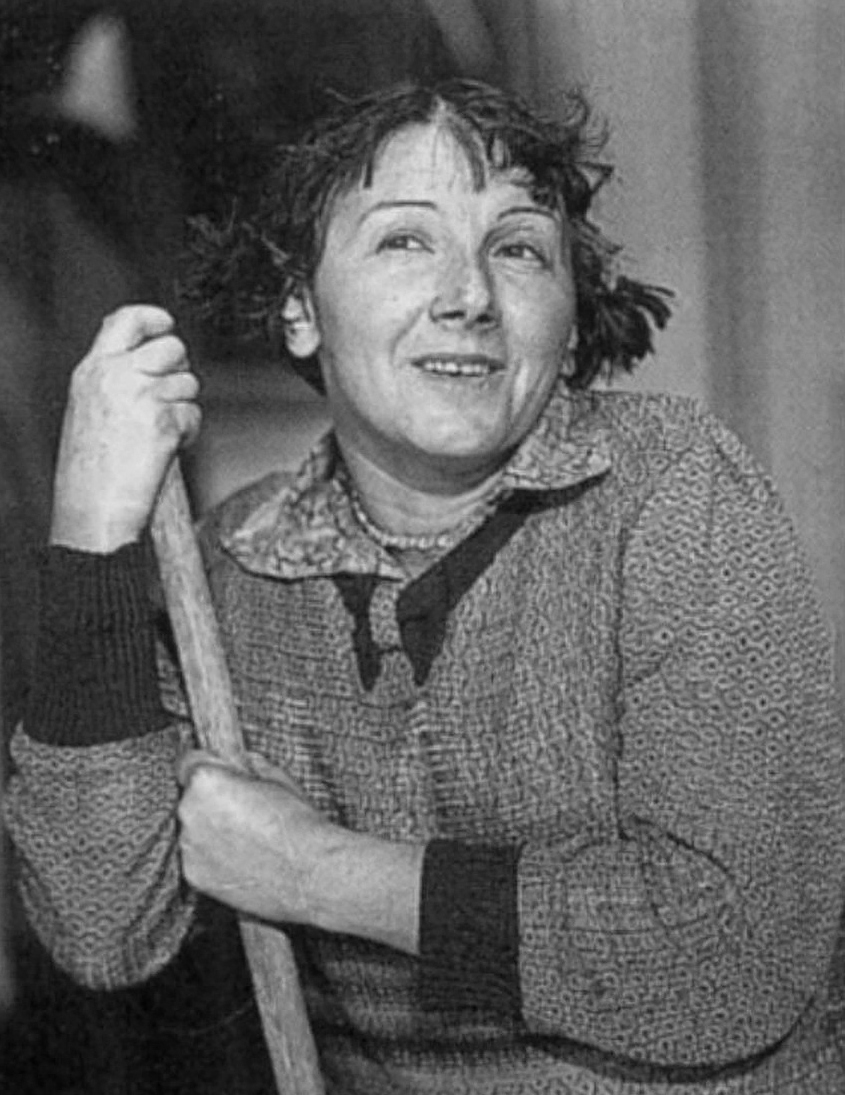
Домработница Ариша (Рина Зелёная), кадр из фильма

Надеюсь, этот небольшой эпизод был разыгран в мхатовских традициях. Даже мои друзья и критики Юрий Карлович Олеша и Александр Александрович Фадеев не нашли оснований для осуждения моих киноталантов. Сужу об этом потому, что Саша Фадеев не кричал возмущённо в телефонную трубку, как это обычно бывало после проигрыша «Спартака»: «Совесть у вас есть, бесстыжие ваши ноги?!» — Андрей Старостин. «Советский экран», 1985, № 3
Свидетелем… Понимаете, как будто у меня есть время. Вы знаете, у меня за газ не плачено по безналичному расчёту. У меня девочка не кормлена. Мне дежурство исполнять. Вы знаете, всё в мусоре, я ушла… Вы зна…
Домработница Ариша, слова из которой «сыплются как горох», не только не участвует в поисках пропавшей Наташи — она даже долгое время не знает, что девочка потерялась. Основная забота Ариши связана с тем, что она «должна быть сегодня выходная. Я тоже хочу быть выходная в выходной». Рина Зелёная создала не столько карикатуру, сколько шаржированный портрет болтливой и бестолковой домработницы, пытающейся повсюду высказывать свои взгляды по поводу справедливости. В облике Ариши есть даже своеобразное кокетство; на лице время от времени мелькает «проказливое всеведение». Суетливость Ариши, постоянно напоминающей о том, что она очень занятой человек, проявляется, к примеру, в беседе с милиционером. Несмотря на то, что эпизоды с Аришей смешны, они, по утверждению киноведа М. Павловой, мало соотносятся с общей стилистикой фильма и остаются «вводным, самостоятельно существующим эстрадным номером актрисы».

## Отзывы и рецензии

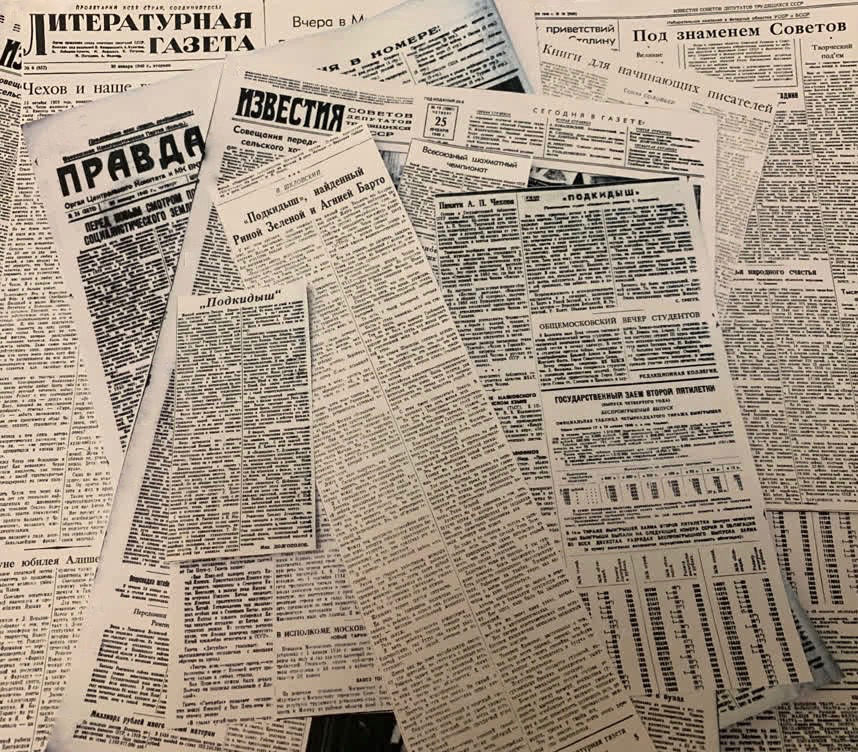
Газеты СССР с рецензиями о фильме

Картина вышла на экран 27 января 1940 года, однако первые отзывы о работе Татьяны Лукашевич появились несколько раньше. Так, за два дня до официальной премьеры газета «Известия» напечатала статью журналиста и сценариста Михаила Долгополова «Подкидыш». Автор публикации весьма доброжелательно оценил киноисторию о пропавшей девочке. Фильм, по словам Долгополова, «полон исключительного обаяния», в ленте есть много интересных режиссёрских и актёрских находок — это касается и сцен в квартире геолога, и тех комедийных положений, в которые попадают герои Фаины Раневской и Петра Репнина.
Анализируя работу режиссёра с детьми, журналист отметил, что Лукашевич создала условия, при которых исполнительница главной роли Вероника Лебедева чувствовала себя на съёмочной площадке естественно. Менее удачно, по словам Долгополова, выстроены сцены с участием подростков. Образы Юры и его друзей «слабее разработаны в сценарии и сыграны юными артистами не с такой непринуждённостью». Некоторое недоумение вызвала у автора статьи Ариша — «придурковая домработница», которая «весело тараторит какие-то смешные фразы». Роль Рины Зелёной драматургически не встроена в сюжетную канву и выглядит в «Подкидыше» «вставным номером, аттракционом», констатировал рецензент. Работу оператора Семёна Шейнина — и в павильоне, и на улицах Москвы — Долгополов назвал хорошей (по воспоминаниям Рины Зелёной, кинотехнику для съёмок директорам картин в 1930-х годах приходилось «добывать с боя», но всё равно аппаратуры не хватало).
В тот же день, 25 января 1940 года, информация о выходе «Подкидыша» появилась в «Правде». Корреспондент С. Трегуб сообщил, что история о ребёнке, оказавшемся в положении подкидыша, «в дореволюционных условиях звучала драматично, в наших условиях звучит комедийно. Старые понятия мертвы». Назвав картину «приятной, лёгкой и поучительной», С. Трегуб, подобно известинскому коллеге, счёл, что роль Ариши в исполнении Рины Зелёной — это «скорее дивертисмент»: «Скороговорка её оказалась на экране невнятной, а потому утомительной».
Тридцатого января 1940 года в «Литературной газете» вышел обстоятельный материал писателя и кинокритика Виктора Шкловского «„Подкидыш“, найденный Риной Зелёной и Агнией Барто». Признав, что «в искусстве бывают удачи, сделанные без напряжения», Шкловский заметил, что фильм Татьяны Лукашевич — это история не столько о подкидыше, сколько о «желанной девочке», о естественном человеческом стремлении заботиться о ребёнке. Далее рецензент сообщил, что «наконец-то» в художественной киноленте появилась Москва («Мы так долго видели её только в хронике»). При этом, по мнению критика, снятые оператором городские объекты не всегда соотносятся с сюжетом: «Незачем было так много вставлять Сельскохозяйственной выставки, на которой в фильме ничего не происходит».
К явным провалам в сюжете «Подкидыша» Шкловский отнёс образ соседки геолога, которая попала в картину «из какого-то водевиля». По мнению автора публикации, эта роль была неверно прочитана и режиссёром, и актрисой Татьяной Барышевой: «Её сценарное положение — любовь к ребёнку, а играет она условную тему — желание постаревшей женщины выйти замуж». Холостяку в картине, несмотря на точную игру Плятта, тоже не повезло. Образ геолога был несколько смазан кинодействием — исполнителю в фильме просто «не дали разыграться»: «Актёра вытаскивают из ванны и втаскивают его в банальную следующую сцену». Не принял критик и работу Ольги Жизневой, исполнившей роль матери Наташи и Юры: её героиня «говорит так благоразумно, как будто читает двадцатый доклад для людей, которые её не слушают». Кроме того, публицист выразил сожаление, что интересно задуманный характер домработницы Ариши не нашёл в картине своего места — для этого персонажа необходимо было изначально оформить и чёткость сюжетных линий, и чёткость звукозаписи. Тем не менее в конце статьи Виктор Шкловский признал, что картина является «лёгкой, весёлой и многозначительной».

Искусство не создаётся судорогой, насупленными бровями, напряжением, вымучиванием гениального сценария. Комедия создаётся лёгким сердцем, доверием к своему времени, пониманием сущности мастерства и весёлым умением, которое освобождает от видимого напряжения и даёт возможность размещать роль по обе стороны координат зрительского внимания, трогая и смеша его. Это не значит, что лента очень хорошая: она значительная.— Виктор Шкловский. «Литературная газета», 1940, № 6

## В контексте кино о детях 1930-х годов
Момент рождения «детского кинематографа» в СССР зафиксирован журналом «Советский экран», который писал, что у истоков жанра стоял режиссёр Михаил Доронин, снявший в 1925 году фильм о беспризорниках «Как Петюнька ездил к Ильичу». В конце 1920-х годов в Москве состоялись партийные совещания с участием кинематографистов. В итоге появилась резолюция, содержавшая требование расширить выпуск картин о детях «путём выделения специальных кадров режиссёров и сценаристов, специализирующихся в этой области». В последующее десятилетие экран начал заполняться историями, в которых «дети представали как взрослые маленького роста»: советский ребёнок, по замечанию доктора искусствоведения Натальи Нусиновой, «наделялся силой юного Геракла, жизненным опытом горного аксакала и политической бдительностью, достойной секретаря райкома партии». До выхода «Подкидыша» в картинах о детях особое внимание уделялось «оборонной» теме: пионеры умели ловить преступников, пресекать диверсии, спасать покорителей северных пространств. К примеру, герой ленты Владимира Юренева «Счастливая смена» (1936) предотвратил крушение поезда; школьники из фильма Лазаря Бодика «Настоящий товарищ» (1937) боролись за право поехать к шефам-морякам; мальчик из картины Николая Лебедева «Федька» (1936) сумел отразить атаку белогвардейцев.

В фильмах 30—50-х годов вы редко увидите детей, находящихся в нормальном для себя состоянии — игре. Экранные ребятишки: а) борются с вредителями всех мастей (от шпионов до грызунов); б) заседают, то есть проводят сборы, собрания, голосования и митинги; в) трудятся или, в лучшем случае, предаются какому-нибудь развлечению, как правило, не свойственному реальным детям, но зато могущему перерасти в профессию, например — куроводству.— Валерия Притуленко.

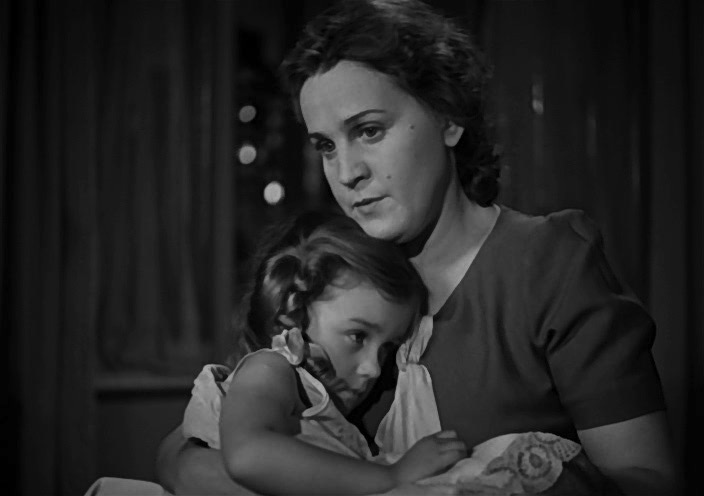
Наташа с матерью. Кадр из фильма

«Подкидыш» стал, вероятно, первым советским фильмом о детях, где отсутствует «идеологическое напряжение», а пространство большого города формируется «детской игрой и детским взглядом на мир». Картина Татьяны Лукашевич продемонстрировала «нормальность» детско-родительских отношений (правда, по замечанию Натальи Нусиновой, общечеловеческий взгляд на семейные ценности компенсировался в ленте неестественным поведением подростков, изображающих из себя представителей партийной номенклатуры). Позже, уже во время оттепели, комедия Элема Климова «Добро пожаловать, или Посторонним вход воспрещён» фактически спародировала отдельные идеологические штампы детского кинематографа 1930-х годов.
Своеобразная перекличка между «Подкидышем» и детскими фильмами следующих десятилетий произошла и на уровне героев — речь идёт о тех взрослых, которые не боятся выглядеть нелепыми и ведут себя непосредственно, как дети. Такими «ненастоящими взрослыми» в «Подкидыше» являются Ляля и Ариша; в 1947 году к ним добавился добрый, но инфантильный король из киносказки Надежды Кошеверовой «Золушка»; затем галерею родственных им образов пополнили дедушка Тани Самохиной из фильма Ролана Быкова «Внимание, черепаха!» и «ослепительно-вредный ребёнок» Бармалей из его же картины «Айболит-66». Отношение к «ложным взрослым» менялось постепенно — поначалу они воспринимались как объект для насмешек. В довоенном кино предполагалось, что настоящие взрослые должны быть спокойными и здравомыслящими. Именно к такой «мудрой, рассудительной, уравновешенной матери» возвращается после общения с «инфантильными взрослыми» героиня «Подкидыша» Наташа.

## Музыкальная тема

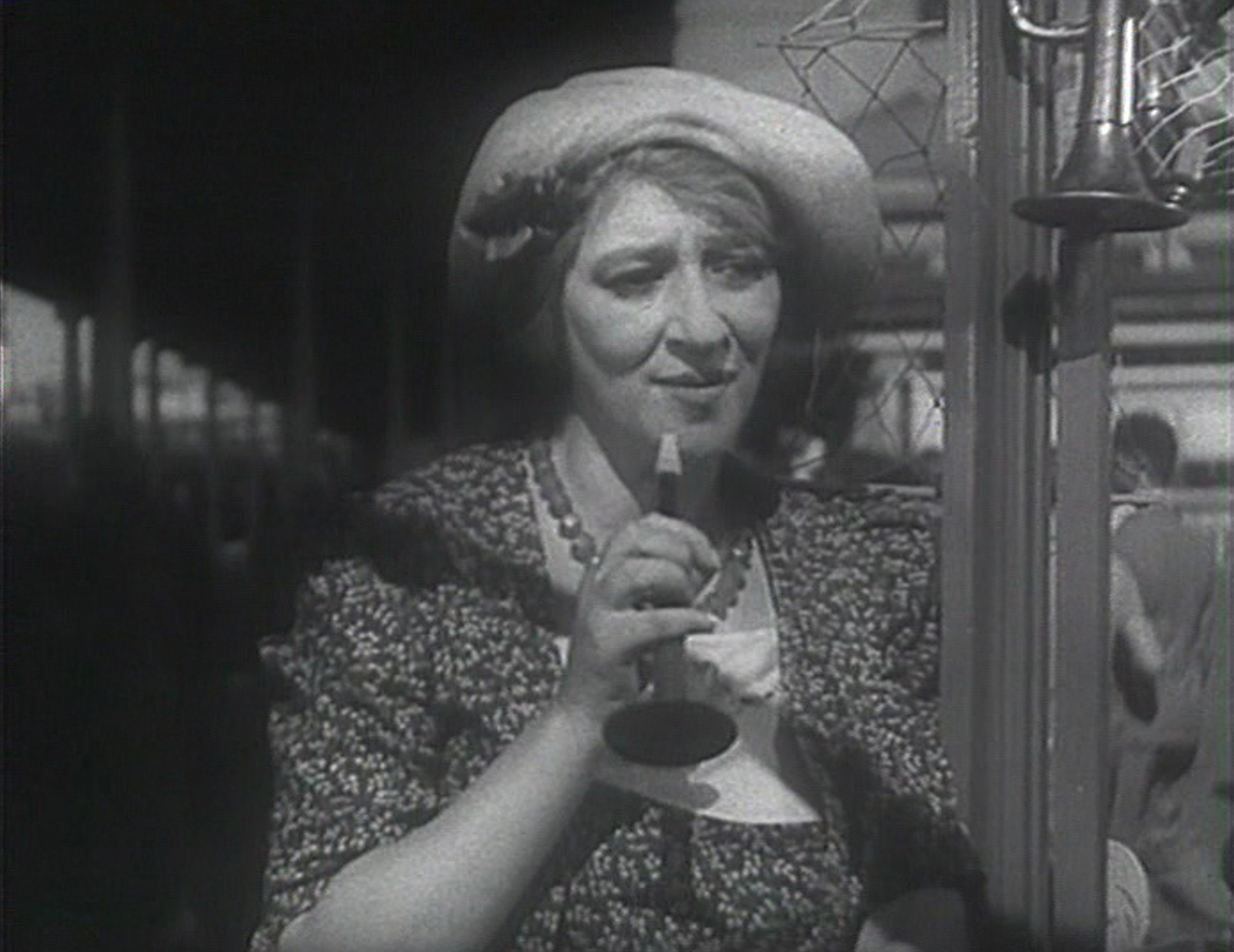
«Нет, мне мотив не нравится». Сцена из фильма

Музыка в «Подкидыше» вызвала разноречивые оценки критиков. Так, Михаил Долгополов в статье, опубликованной в газете «Известия» в январе 1940 года, заметил, что наполненная теплотой картина нуждалась в соответствующем музыкальном обрамлении, однако композитор Николай Крюков «с этой задачей не справился». Аналогично оценил работу композитора и автор заметки в «Правде», написавший, что музыка является «бледной и немощной иллюстрацией к фильму». Виктор Шкловский в статье, размещённой в «Литературной газете», обратил внимание на то, что Ольга Жизнева, исполнявшая «Колыбельную» на стихи Агнии Барто, адресовала песню не столько дочери, сколько зрителям: «К счастью, песня неразборчива». Иную оценку дали спустя четверть века авторы книги «Кино и музыка» Томас Корганов и Иван Фролов. Признав, что закадровая музыка в ленте использована «очень робко», они в то же время сочли, что финальная песня имеет «интересное сюжетное оправдание»: «Утомлённая за день своими приключениями, она [девочка] безмятежно засыпает под колыбельную песню матери».
Колыбельная как жанр была весьма популярна в советском кино второй половины 1930-х годов. В 1937 году Дзига Вертов снял неигровой пропагандистский фильм «Колыбельная», в котором, по словам режиссёра, «мать, качавшая ребёнка <…> превращается по мере развития действия то в испанскую, то в украинскую, то в русскую, то в узбекскую мать. <…> Перед нами не мать, а Мать». Колыбельная звучит в финальных сценах не только «Подкидыша», но и картины Александрова «Цирк». По версии главного редактора киностудии имени Горького А. И. Апостолова, возросший интерес к этому жанру был связан с тем, что в ту пору «советский социум всё чаще и навязчивее ассоциировался с единой семьёй».
Композитор Николай Крюков в момент съёмок «Подкидыша» был музыкальным руководителем киностудии «Мосфильм». В дальнейшем он написал ещё ряд произведений для кино, в том числе для таких картин, как «Парень из нашего города», «Адмирал Нахимов», «Сказание о земле Сибирской». 4 апреля 1961 года (в день, когда Ростиславу Плятту было присвоено звание Народного артиста СССР) Крюков покончил жизнь самоубийством на Белорусском вокзале, бросившись под электропоезд. В рапорте КГБ под грифом «Совершенно секретно» указывалось, что накануне композитор, перенёсший второй инфаркт, вернулся из звенигородского санатория. Он жаловался близким на головные боли, говорил о скорой смерти. Рапорт, подписанный председателем КГБ Александром Шелепиным, завершался фразой: «Ведётся расследование органами прокуратуры».

## Образ Москвы. Приметы времени

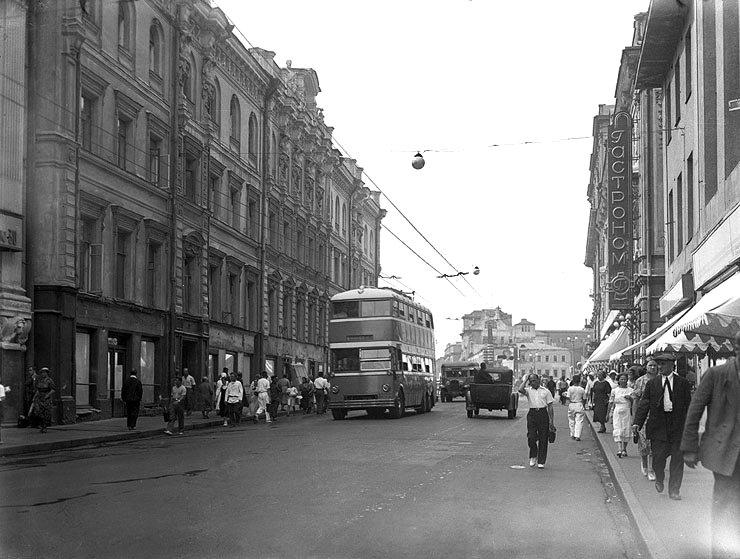
Тверская улица в конце 1930-х годов

Москва в «Подкидыше» выглядит «образцовым социалистическим городом» — это касается и организации жизни, и поведения горожан. Маршрут девочки начинается с Бульварного кольца, которое предстаёт перед зрителем как идеальное место для отдыха и семейных прогулок. Прилегающие к бульвару дворы «буквально дышат порядком», а здания воспринимаются как «вместилища удобных просторных квартир».
Семья Наташи живёт на Чистопрудном бульваре, № 14, строение 3. Здание, украшенное барельефами с изображением сказочных животных и птиц, горожане называли Дом со зверями. Этот доходный дом церкви Троицы на Грязех был построен в 1908—1909 годах для прихожан; часть квартир сдавалась в аренду. Архитектором проекта был Лев Кравецкий, узоры на барельефах создал художник Сергей Вашков. В момент съёмок здание имело четыре этажа с полуподвалом. В 1945 году произошла реконструкция, дом стал семиэтажным, исчезли балконы. Когда девочка выходит на улицу, зритель видит проезжающий трамвай с литерой «А», именуемый «Аннушкой». Маршрут «А», следовавший по Бульварному кольцу, появился в 1911 году. Кольцевое движение «Аннушки» прекратилось в 1930-х годах, в дальнейшем путь следования трамвая периодически менялся, и этот факт нашёл отражение в строчках, относящихся предположительно к городскому фольклору: «Аннушка, Аннушка-вострушка, / Сколько мы с тобою провели минут! / Дорогая Аннушка, ты уже старушка, / С каждым днём короче твой маршрут».
В одной из сцен «Подкидыша» в кадр попадает двухэтажный троллейбус. Это транспортное средство эксплуатировалось в Москве с конца 1930-х до начала 1950-х годов. В 1937 году первый двухэтажный троллейбус, рассчитанный на одновременную перевозку большого количества пассажиров, был приобретён Советским Союзом у Английской электрической компании. На основе этой машины Ярославский автозавод изготовил десять троллейбусов ЯТБ-3. Троллейбус обслуживался одним водителем и двумя кондукторами; на втором этаже разрешалось курить. Существует несколько версий, почему двухэтажный троллейбус не прижился в Москве. Одна из них связана с проблемами эксплуатации: сеть для «экзотической новинки» пришлось поднимать на один метр, и это создавало неудобства для водителей обычных троллейбусов.

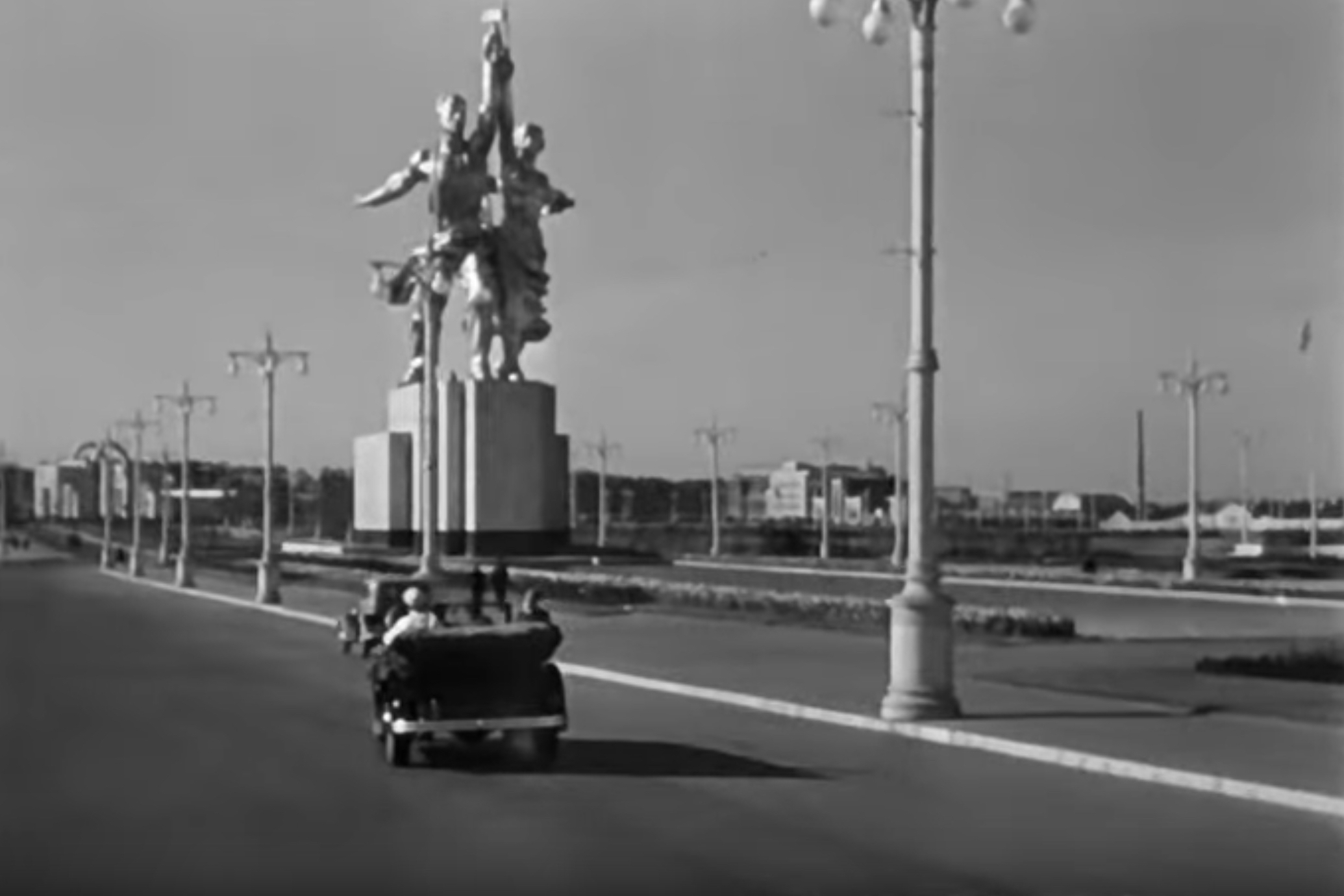
«Рабочий и колхозница» и арка центрального входа на ВСХВ в фильме

Во время поисков Наташи герои картины оказываются на Никитском бульваре, № 9, возле Дома полярников. Он был построен в 1936 году для работников Главсевморпути. В конце 1930-х в нём поселились герои-папанинцы, за судьбой которых на дрейфующей станции следила вся страна. По словам Маолы Ушаковой, дочери исследователя Арктики Георгия Ушакова, в Доме полярника было всего 45 квартир. В них в разные годы жили Герои Советского Союза Анатолий Ляпидевский, Михаил Белоусов, Пётр Ширшов и другие.
В сцене «Газировка» Ляля, обращаясь к продавцу прохладительного напитка, произносит: «Меньше пены!» Это требование было связано с тем, что при сильном напоре воды в стакане могла образоваться «пенная шапка». В довоенной Москве газированную воду можно было купить в магазинах и на двухколёсных уличных тележках, которые комплектовались баллоном с углекислотой и были оснащены ёмкостями для сиропа и «фонтанчиками» для мытья стаканов. Покупатель имел возможность выбрать либо «чистую» воду, либо воду с сиропом.
Заключительный этап поисков девочки происходит на ВСХВ. Как отмечал Виктор Шкловский, длинный проезд по выставке не имеет прямого отношения к сюжету — персонажи попадают на её территорию через арку северного входа и далее перемещаются на автомобилях ГАЗ-А и ГАЗ-М1 мимо павильонов и других объектов. По словам исследователя Бориса Пинского, включение в картину сцен на ВСХВ было связано с выполнением пропагандистских задач: выставка открылась за пять месяцев до выхода фильма в прокат и нуждалась в рекламе. В «Подкидыше» впервые в советском кино был показан памятник «Рабочий и колхозница» Веры Мухиной. Семь лет спустя, в 1947 году, изображение этой скульптуры стало эмблемой «Мосфильма».

## Актуальность
- Муля, не нервируй меня![90]

Памятник Раневской в Таганроге

- Я свидетель! А что случилось?[комм. 9][90]
- Меньше пены![90]
- Что же это такое?! На совершенно живых людей наезжают![91]
- И этот человек клялся носить меня на руках![92]
- Мой ребёнок: чем хочу, тем и кормлю[92].
- Скажи, маленькая, что ты хочешь: чтоб тебе оторвали голову или ехать на дачу?[92]
- У нас вот так вот как раз, в 57-й квартире старушка одна тоже зашла. Попить воды попросила. Попила воды. Потом хватилися — пианины нету![92]
- Муля, за мной![92]

Интерес к фильму и его героям сохраняется спустя десятилетия после выхода картины на экран. В 2008 году в Таганроге, возле дома, где в детстве жила Фаина Раневская, был установлен памятник. Скульптор Давид Бегалов изобразил актрису в роли Ляли из «Подкидыша». В 2010 году картина была колоризирована. По словам режиссёра и генерального продюсера цветной версии Игоря Лопатёнка, специалисты, участвовавшие в расцвечивании, работали с архивами, изучали фотодокументы, пытались выяснить, как выглядели московские объекты в 1930-х годах. Отношение в обществе к раскрашиванию старых кинолент остаётся неоднозначным; свидетельством тому — название дискуссии, которая проходила в рамках XV фестиваля архивного кино «Белые столбы»: «Колоризация фильмов — варварское надругательство над киноклассикой или один из способов сохранить кинонаследие?».
Неоднозначным остаётся и вопрос о необходимости «реинкарнации» «Подкидыша». В 2017 году в ряде средств массовой информации было объявлено о начале работы над фильмом, создатели которого решили переосмыслить сюжет ленты Татьяны Лукашевич и предложить зрителям новое прочтение знакомой истории. Как утверждает режиссёр картины Олег Асадулин, его работу нельзя назвать ремейком: «Это фантазия на тему «Кто из нас помнит что-то больше, чем знаменитую фразу Раневской „Муля, не нервируй меня!“» из старого фильма».
В 2016 году «Подкидыш», наряду с другими советскими кинолентами, был показан на открытой площадке 14-го Международного кинофестиваля стран АТР «Меридианы Тихого». В ноябре — декабре 2018 года в Бразильской синематеке в Сан-Паулу состоялся показ советских и российских картин, снятых на «Мосфильме». Среди них — «Подкидыш» Татьяны Лукашевич.

## Над фильмом работали
В ролях:
| Актёр             | Роль                                    |
| ----------------- | --------------------------------------- |
| Вероника Лебедева | Наташа                                  |
| Фаина Раневская   | Ляля                                    |
| Пётр Репнин       | Муля                                    |
| Ростислав Плятт   | Холостяк                                |
| Рина Зелёная      | Ариша                                   |
| Ольга Жизнева     | мать Наташи и Юры                       |
| Виктор Громов     | отец Нины                               |
| Татьяна Барышева  | зубной врач                             |
| Эля Быковская     | Нина (нет в титрах)                     |
| Дима Глухов       | Юра (нет в титрах)                      |
| Витя Бойко        | Алёша (нет в титрах)                    |
| Андрей Старостин  | футболист (нет в титрах)                |
| Станислав Леута   | футболист (нет в титрах)                |
| Николай Арский    | нач. милиции (нет в титрах)             |
| Иван Лобызовский  | Сергеев (нет в титрах)                  |
| Анатолий Папанов  | прохожий (нет в титрах)                 |
| Лев Аннинский     | мальчик из детского сада (нет в титрах) |
| Олег Басилашвили  | мальчик на велосипеде (нет в титрах)    |

Съёмочная группа:
| Роль                     | Имя                           |
| ------------------------ | ----------------------------- |
| Авторы сценария          | Агния Барто и Рина Зелёная    |
| Режиссёр                 | Татьяна Лукашевич             |
| Оператор                 | Семён Шейнин                  |
| Художник                 | Василий Комарденков           |
| Композитор               | Николай Крюков                |
| Директор картины         | В. С. Канашенок               |
| Ассистенты режиссёра     | М. Н. Калугин, Е. А. Хаханова |
| Ассистент оператора      | Л. Абрамян                    |
| Ассистент по монтажу     | К. И. Москвина                |
| Звукооператоры           | В. А. Лещев, С. Г. Егоров     |
| Помощник режиссёра       | К. Верёвкин (нет в титрах)    |
| Ассистент оператора      | Ю. Кун (нет в титрах)         |
| Ассистент звукооператора | Б. Шефер (нет в титрах)       |
| Звукооформитель          | Р. Лукина (нет в титрах)      |
| Администратор            | Е. Зильберброд (нет в титрах) |

## Комментарии
1. ↑  Подготовительную работу к съёмкам Татьяна Лукашевич начала 3 мая 1939 года; 1 декабря того же года работа над картиной была закончена[3].
2. ↑  По словам писателя Леонида Костюкова, «авторство» фразы «Муля, не нервируй меня!» всё-таки осталось невыясненным. Агния Барто, Рина Зелёная и Фаина Раневская «непринуждённо приписывали» эту реплику себе[4].
3. ↑  В воспоминаниях Рины Зелёной упоминается возраст героини — четыре года. В сценарии, напечатанном в собрании сочинений Агнии Барто, указано, что девочке пять лет[13].
4. ↑  Спустя несколько десятилетий после выхода «Подкидыша» Вероника Лебедева сообщила, что не согласна с версией Рины Зелёной о том, что съёмочный процесс напоминал «укрощение строптивой». По заверению Лебедевой, она была «воспитанным и покладистым ребёнком»[23].
5. ↑  По признанию Ахматовой, её собственным «Мулей» было стихотворение «Сжала руки под тёмной вуалью»[48].
6. ↑  В книге Константина Бескова упоминание о документальной хронике сопровождается комментарием: «Конечно, чтобы заслужить такую встречу, надо было выиграть Всемирную рабочую спартакиаду в Париже, что и совершил „Спартак“ в 1937 году»[62].
7. ↑  Статьи, посвящённые «Подкидышу», были также опубликованы в изданиях: «Кино» (17.06.1939), «Искусство кино» (1940, № 3), «Советский киноэкран» (1939, № 10)[8].
8. ↑  Дзига Вертов. О любви к живому человеку // Искусство кино. — 1958. — № 6. — С. 99[76]
9. ↑  Фраза повторена в кинокартине «Берегись автомобиля» (1966): «Кто свидетель? —
Я! А что случилось?»[90]
10. ↑  Список актёров и названия ролей основаны на титрах фильма. Описания ролей — по киноведческим источникам.
11. ↑  Согласно титрам фильма и киноведческим источникам.
12. ↑  В титрах — «В. П. Камарденков».